# Petru Rocca

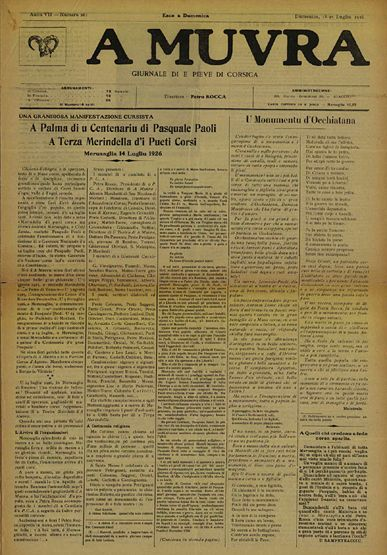
Revista A Muvra, Corsica, 1926

(Obiettivo di A Muvra scritto da Petru Rocca nel primo numero del 15 maggio 1920)
Petru Rocca (Vico, 28 settembre 1887 – Vico, 7 giugno 1966) è stato un politico e scrittore francese, esponente del nazionalismo corso e dell'irredentismo italiano.

## Biografia
Studiò ad Ajaccio, dove lavorò per una tipografia e collaborò alla rivista Tramuntana di Santu Casanova nel 1913. 
Combatté nella prima guerra mondiale, dove fu ferito e insignito della Legione d'Onore.
Quando tornò dal fronte si diede alla causa dell'autonomia della Corsica e fondò la rivista A Muvra (1920), che era l'organo del Partitu Corsu d'Azzione (PCDA), ispirato dal Partito Sardo d'Azione, anch'esso fondato da veterani e collegato con il Partito Autonomista Bretone e l'Heimatbund alsaziano di Relates Mordrel Olier, Jean-Marie Abate Gantois e Hermann Bickler con i quali collaborò nel giornale Peuples et Frontières.
Nel 1927 il partito fu ribattezzato Partitu Corsu Autonomistu e nel 1934 propose la stesura di una costituzione e la proclamazione di una "resistenza corsa verso la Francia".
Il partito sarà bandito nel 1939 con l'accusa di collaborazionismo con Benito Mussolini. Infatti negli ultimi anni trenta Rocca aderì attivamente all'irredentismo italiano in Corsica, propagandando la possibile unione della Corsica all'Italia con la sua "a Muvra".
Nel 1945 fu condannato a 15 anni di carcere con l'accusa di collaborazionismo.  Liberato, morì nel 1966 in modo oscuro nel suo villaggio.
Inoltre nei primi anni cinquanta aderì nuovamente al Movimento autonomista per la Corsica, del quale attualmente viene considerato uno dei padri fondatori. Nel 1953 chiese per primo alla Francia di ristabilire l'Università corsa creata da Paoli nel Settecento.

## Opere
- Les corses devant l'anthropologie, 1913
- Pruverbii, massime è detti corsi, 1921
- A pignatta, cumedia di Plautu, 1924
- Storia populare di Corsica, 1930
- Una Vittoria Autonomista. L'Assemblea di i "Stati Generali di Corsica, 1934
- Quaderni di u Cursismu, 1935
- Parlà d'Aghjacciu, puesii, 1955
- Tempi è tempi, 1963